# Mario Scappaticcio
Mario Scappaticcio (Napoli, 16 aprile 1974) è un ex pallavolista italiano.
Giocava nel ruolo di palleggiatore.

## Carriera
La carriera di Mario Scappaticcio inizia nel 1996 quando entra a far parte dello Sparanise Volley in Serie B2, dove resta per quattro stagioni. Nell'annata 2000-01 passa alla Pallavolo Molfetta, in Serie B1, giocando per altre due stagioni.
Nella stagione 2002-03 inizia un lungo sodalizio, di cinque annate, con La Fenice Volley Isernia, in Serie B1, con la quale conquista al termine del campionato 2003-04, la promozione in Serie A2: tuttavia, a causa di un problema di salute, resta fermo per tutta la stagione 2004-05, esordendo quindi nella pallavolo professionista nell'annata successiva.
Nella stagione 2008-09 viene ingaggiato dalla Argos Sora, in Serie B1, società per la quale gioca per quattro stagioni, ottenendo al termine della prima annata la promozione in serie cadetta. In Serie A2 milita anche nella stagione 2012-13, quando veste la maglia della Pallavolo Atripalda, con cui vince la Coppa Italia di categoria, venendo eletto anche miglior giocatore. Resta legato alla formazione irpina anche nella stagione successiva, tuttavia, a causa dei economici che portano il club alla chiusura, nel novembre 2013 si accasa nel campionato di Serie B2 con l'Emma Villas Vitt Chiusi con cui guadagna prima la promozione in Serie B1 e poi, al termine dell'annata 2014-15, in Serie A2, dove milita con la stessa squadra, che cambia nome in Emma Villas Volley, trasferendosi a Siena, nella stagione 2015-16: al termine del campionato annuncia il suo ritiro dall'attività agonistica.

## Palmarès

### Club
- Coppa Italia di Serie A2: 1

2012-13

### Premi individuali
- 2012 - Coppa Italia di Serie A2: MVP